# Sint-Stevens-Woluwe
Sint-Stevens-Woluwe (fr. Woluwe-Saint-Étienne) – dzielnica (deelgemeente) gminy Zaventem w Belgii, w Regionie Flamandzkim, w prowincji Brabancja Flamandzka, w okręgu Halle-Vilvoorde. 1 stycznia 2020 roku liczyła 9096 mieszkańców. Do 31 grudnia 1976 samodzielna gmina.

## Demografia
Liczba mieszkańców, stan na 1 stycznia:
| Rok                | 1900 | 1930 | 1970 | 2020 |
| ------------------ | ---- | ---- | ---- | ---- |
| Liczba mieszkańców | 1576 | 2044 | 3967 | 9096 |